# Karaage
Kaarage és una tècnica culinària japonesa en la qual es fregeixen en oli diversos aliments, sovint pollastre, però també altres carns o peixos. El procés consisteix a enfarinar trossos petits amb midó de patata o midó de blat de moro i fregir-los en un oli lleuger. Els aliments es marinen abans d'enfarinar-los. El procés es diferencia de la preparació de la tempura en que aquesta no està marinada i utilitza una massa per a l'arrebossat. El karaage es serveix sovint sol o amb l'acompanyament d'arròs i col triturada. Quan l'ingredient principal està recobert de midó en lloc de farina, el plat es pot anomenar tatsuta-age (竜田揚げ).

## Història
Les primeres referències a un estil de fregir anomenat karaage (aleshores escrit com 空揚) es troben al període Genroku a finals del segle xvii. El karaage de pollastre es va popularitzar com un menjar de restaurant «a l'estil xinès» a la dècada de 1930.
Al Japó, el karaage de pollastre es pot trobar en botigues a l'abast com ara Lawson, FamilyMart i 7-Eleven com un article de menjar ràpid. També està disponible en parades de menjar de carrer a tot el país. D'ençà que el karaage s'ha estès per tot el Japó, han sorgit diferents versions regionals del plat.